# Dirka po Franciji 1988
| Mesto | Ime           | Država     | Čas         |
| ----- | ------------- | ---------- | ----------- |
| 1     | Pedro Delgado | Španija    | 84h 27' 53" |
| 2     | Steven Rooks  | Nizozemska | 7' 13"      |
| 3     | Fabio Parra   | Kolumbija  | 9' 58"      |
| 4     | Steve Bauer   | Kanada     | 12' 15"     |
| 5     | Eric Boyer    | Francija   | 14' 04"     |
| 6     | Luis Herrera  | Kolumbija  | 14' 36"     |
| 7     | Ronan Pensec  | Francija   | 16' 52"     |
| 8     | Alvaro Pino   | Španija    | 18' 36"     |
| 9     | Peter Winnen  | Nizozemska | 19' 12"     |
| 10    | Denis Roux    | Francija   | 20' 08"     |

Dirka po Franciji 1988 je bila 75. dirka po Franciji, ki je potekala leta 1988.

## Pregled
| Kategorije                          | Podatki           |
| ----------------------------------- | ----------------- |
| Začetek-konec                       | Pornichet - Pariz |
| Dolžina (km)                        | 3.282             |
| Število etap                        | 22                |
| Povprečna hitrost zmagovalca (km/h) | 38,909            |
| Kolesarjev                          | 198               |
| Tekmo končalo                       | 151               |